# بيتر تولى
بيتر تولى (بالإنجليزية: Peter Tully)‏ هو رسام أسترالي، ولد في 1947، وتوفي في 1992.